# Пам'ятники Рубіжного
Пам'ятники Рубіжного — об'єкти монументального мистецтва, встановлені у різні роки, що містяться на території міста Рубіжне Луганської області.
| Назва                                | Дата встановлення | Розташування                                                                    | Фото      | Короткі відомості |
| Братська могила радянських воїнів    | 1957              | Проспект Переможців                                                             |           | У братській могилі поховані воїни 1 гвардійської армії, що загинули на полі бою та від ран у 1942-1943 роках. Імена 37 відомі. Пам'ятник являє собою постамент, на якому залізобетонна скульптура воїна у повний зріст, його права рука притримує вінок, що стоїть біля ніг. На майданчику перед пам'ятником вічний вогонь. На могилі 8 плит. Виготовлений на Луганському художньо-виробничому комбінаті. |
| Братська могила радянських воїнів    | 1957              | кладовище південної частини міста                                               |           | На постаменті пірамідальної форми залізобетонна скульптура жінки у зріст. До скульптури притуляється металева меморіальна дошка із іменами загиблих. В могилі поховані воїні Південно-Західного фронту. Імена двадцятьох відомі. |
| Братська могила радянських воїнів    |                   | вул. Первомайська                                                               |           | |
| Пам'ятник воїнам-рубіжанам           | 1980              | Сквер за кінотеатром Комсомолець                                                |           | Скульптори: Долотов Н.П., Федченкот В.Х., Захаров Н.Д. |
| Горькому Максиму                     | 1985              | біля центральної бібліотеки, перехрестя пр. Московського з вул. Володимирською. |           | Скульптура - залізобетон, обрамлений міддю. Висота - 2,8 метра. Виготовлений Київським комбінатом живопису та скульптури. |
| Робочим заводу "Руско-краска"        | 1967              | територія хімічного комбінату                                                   |           | Пам'ятник є скульптурною групою, в центрі якої розвивається знамено над головами робочого, матроса, червоноармійця-будьонівця. Пам'ятник залізобетонний, розмір 5-2-8 м. Скульптор Резниченко І.І. Архітектор Берберов Н.Г. |
| Загиблим у Великій вітчизняній війні |                   | перехрестя вул. Волдоимирської та вул. Померанчука.                             |           | |
| Комсомольській організації           |                   | колишній Піонерський парк, вул. Смирнова                                        |           | |
| Воїнам-інтернаціоналістам            |                   | сквер біля типоргафії                                                           |           | |
| Жертвам чорнобильської трагедії      |                   | сквер Героїв Чорнобиля                                                          |           | |
| Гармата                              |                   | сквер біля вузла зв'язку                                                        |           | ПАм'ятник присвячено визволителям Рубіжного в період Громадянської та Великої Вітчизняної війн. |
| Менделєєву Дмитру                    |                   | Центральний парк                                                                | 120p_.jpg | |
| Менделєєву Дмитру                    |                   | вул. Менделєєва                                                                 | 120p_.jpg | |
| Смирнову Володимиру                  |                   | вул. Смирнова                                                                   | 120p_.jpg | Пам'ятник рубіжанину, олімпійському чемпіону з фехтування, що трагічно загинув від час змагань. |
| Генералу Іванову                     |                   | вул. Іванова, біля магазину № 73.                                               | 120p_.jpg | Пам'ятник генералу Іванову, чия дивізія звільнила Рубіжне від німецько-фашистських загарбників. |